# Gianpaolo Calvarese
Gianpaolo Calvarese (Teramo, 20 febbraio 1976) è un ex arbitro di calcio italiano.

## Carriera
Nel 1993 comincia la carriera da arbitro di calcio della sezione di Teramo; tre anni dopo, nel 1996, la promozione a livello regionale. Nel 1999 viene promosso al rango nazionale come primo in Abruzzo. Tra il 1999 e il 2002 dirige oltre 80 partite tra cui 9 finali playoff in Serie D. Nel 2003 la promozione in Serie C, categoria in cui rimane dal 2004 al 2008 per un totale di 54 presenze in C1, 36 in C2 e 8 finali playoff (compresa quella del 2008 tra Taranto e Ancona, e a cui va aggiunta la finale play-off di serie C2 del 2008 tra Lumezzane e Mezzocorona).
Nella stagione 2007-2008 riceve il premio di Arbitro CAN-C particolarmente distintosi nel corso della stagione sportiva nella stagione 2007-2008 (la stagione culminata con la promozione nella massima categoria arbitrale per decisione dell'allora designatore Giancarlo Dal Forno).  Nel 2008 la promozione in CAN A-B, un anno dopo l’esordio in Serie A con Cagliari-Inter (maggio 2009, penultima giornata).
Il 3 luglio 2010, con la scissione della CAN A-B in CAN A e CAN B, fu inserito nella CAN B. Nella sua carriera metterà insieme un totale di quasi 70 presenze e 3 finali playoff in Serie B, fra cui, il 9 giugno 2012, il ritorno della finale play-off di serie B, per l'accesso in Serie A, tra Varese e Sampdoria. Il 2 luglio 2012 fu promosso in CAN A. Nell'agosto 2012 gli fu conferito il Premio BWIN come miglior arbitro di Serie B nella stagione 2011-2012.  Al termine di questa stagione viene promosso in Serie A.
Il 26 agosto 2017, in occasione della seconda giornata del campionato di Serie A 2017-2018, si infortuna durante l'incontro tra Benevento e Bologna. La diagnosi parla di rottura del tendine d'Achille; l'arbitro abruzzese è costretto dunque ad uno stop di quasi due mesi. Ritorna ad arbitrare il 21 ottobre 2017 in occasione di Sampdoria-Crotone.
Nel dicembre del 2019 viene designato per dirigere la Supercoppa italiana 2019, disputata in Arabia Saudita tra Juventus e Lazio.
Il 1º settembre 2020 è confermato in deroga al limite di permanenza nel ruolo in CAN A. Lo stesso giorno viene inserito nell'organico della CAN A-B, nata dall’accorpamento di CAN A e CAN B: dirigerà sia in Serie A che in Serie B. Nella stagione 2020-2021 viene designato in 16 partite del massimo campionato e in 3 in cadetteria.

Il 20 luglio 2021 si dimette dall'AIA per motivi di lavoro (per seguire l’azienda di famiglia, Aperegina, che produce integratori sportivi naturali), terminando la sua carriera arbitrale a 45 anni, con 157 partite dirette in Serie A. L'ultima partita diretta, Juventus-Inter del 15 maggio 2021. Conclude la carriera con più di 300 gare all’attivo nella massima serie considerando tutti i ruoli e circa 500 gare totali tra i professionisti. Attualmente fa parte del cast arbitri di Amazon Prime Video intento a commentare azioni, replay, VAR ed episodi dubbi o falli delle varie partite del mercoledì di Champions League.
1. ↑   Amazon Prime Video presenta le novità della stagione 2024/25: Fernando Llorente tra i talent e commentatori, su Calciomercato.com | Tutte le news sul calcio in tempo reale, 15 luglio 2024. URL consultato il 18 settembre 2024.